# Victor Abens
Victor Abens (né le 16 octobre 1912 à Vianden et mort le 14 janvier 1993) est un homme politique luxembourgeois du Parti ouvrier socialiste luxembourgeois.
Pendant la seconde guerre mondiale, il fut membre de la Letzeburger Vollekslegio'n (lb), un groupe de résistance qui s'opposa à l'occupation allemande. Il fut membre de la Chambre des députés de 1945 à 1981 et bourgmestre de Vianden de 1946 à 1981. Il représenta également la Chambre à l'Assemblée parlementaire du Conseil de l'Europe de 1964 à 1979. Député au Parlement européen de 1979 à 1989, il y fut vice-président du groupe socialiste de juillet 1984 à avril 1987 et vice-président de la délégation au comité mixte Parlement européen/Cortes Generales d'Espagne de février à décembre 1985.

## Distinctions
- Commandeur de l'ordre de l'Empire britannique

## Sources
- Ressources relatives à la vie publique :   - Assemblée parlementaire du Conseil de l'Europe
  - Parlement européen
- Notices d'autorité :   - VIAF
  - GND
  - Luxembourg